# بانیجی
بانیجی (انگلیسی: Banijay) شرکت سرگرمی فرانسوی است، که در سال ۲۰۰۸ تأسیس شد و هم‌اکنون زیرمجموعه‌ای از شرکت ویوندی می‌باشد.